# Tobacco Control
Tobacco Control, abgekürzt Tob Control, ist eine begutachtete wissenschaftliche Fachzeitschrift, die seit 1992 von der zur British Medical Association zählenden BMJ Group herausgegeben wird. Sie erscheint sechsmal im Jahr, die Chefredakteurin ist Ruth Malone.
Die Zeitschrift befasst sich thematisch mit Charakter und Folgen des Tabakkonsums, darunter die Folgen für die Öffentliche Gesundheit, Wirtschaft, Umwelt und Gesellschaft und ethische Aspekte des Tabakrauchens. Zudem zählen Bemühungen, den Tabakkonsum einzuschränken, die Bewusstseinsbildung hierfür und die diesbezüglich notwendigen politischen Konsequenzen im Fokus der Zeitschrift, ebenso die Aktivitäten der Tabakindustrie.
Der Impact Factor lag im Jahr 2016 bei 5,469, der fünfjährige Impact Factor bei 5,319. Damit lag das Journal bei dem Impact Factor auf Rang 11 von insgesamt 176 wissenschaftlichen Zeitschriften in der Kategorie Public Health und Umwelt- und Arbeitsmedizin.